# Blohm & Voss BV 238

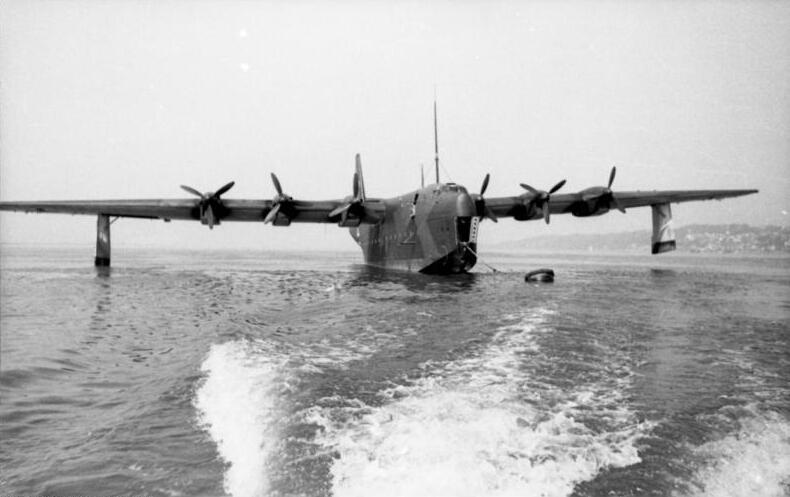
Blohm & Voss BV 238

Blohm & Voss BV 238,  a fost un hidroavion care a zburat pentru prima dată în 1944 fiind cea mai grea aeronavă din lume până la acea dată. Totodată a fost una dintre cele mai mari aeronave construită de către țările Axei. 

## Proiectare
Primul zbor al prototipului BV 238 V1 având codurile radio de fabricație (Stammkennzeichen) RO + EZ, a fost supus testelor pregătitoare zborului la 10 martie 1944, când a făcut primul salt, iar pe 11 martie 1944 a efectuat primul zbor. Era dotat cu șase motoare, câte trei pe o aripă, de tipul Daimler-Benz DB 603 de 1750CP (1287kW) cu 12 cilindri în V inversat. Fiecare motor, erau disps în câte o nacelă, în poziție frontală pe aripă, având radiatorul direct sub motor. Forma acestor nacele este tipică și altor aeronave construite de către proiectanții germani de-a lungul celui de-al Doilea Război Mondial. 

## Prototipuri
În aceeași perioad a început producția altor două prototipuri, care nu au fost finalizate. Un model la scara 1:25 a fost creat pentru testare, cunoscut sub denumirea cod FGP 227 care a aterizat forțat pe parcursul primului zbor și probabil nu a produs nici un set de date relevant programului de dezvoltare.

## Variante
BV 238 V1
Prototip, singurul finalizat.
BV 238-Land
Variantă cu bază terestră, derivat din modelul BV 238.
BV 250
Variantă cu bază terestră, conceput pentru recunoaștere strategică maritimă și ca și tranport cu rază lungă.

## Caracteristici
Caracteristi generale
- Echipaj: aproximativ 12
- Lungime: 43,35 m
- Anvergură: 60,17 m
- Înălțime: 12,8 m
- Suprafața aripii: 360,16 m2
- Greutate gol: 54 780 kg
- Greutate totală: 90 000 kg pentru misiuni de recunoaștere și 95 000 kg pentru misiuni de bombardament
- Greutate maximă la decolare: 100 000 kg
- Motorizare:
- Elici:

Performanțe
- Viteza maximă: 350 km/h cu 60 000 kg încărcare la nivelul mării, 425 km/h cu 60 000kg la 6000 de metri
- Viteza de aterizare: 143 km/h
- Raza de acțiune: 6 620 km la 365 km/h, cu greutate de 92 000kg, la nivelul de 2000 de metri
- Plafon de zbor: 7 300 m
- Încărcarea aripii: 261 kg/m2

Armament